# Отворено првенство Канаде у тенису 2015.
 Отворено првенство Канаде у тенису 2015. (2015 Rogers Cup presented by National Bank) је професионални тениски турнир за жене и мушкарце и одржава се на тврдој подлози.
Овогодишњи турнир је 126. сезона за мушкарце и 114. сезона за жене тениског првенства Канаде и део је Мастерса 1000 за мушкарце и Премијер турнира за жене у 2015. години. Турнири се одигравају у Монтреалу на Јуниприкс стадиону и у Торонту на Рексал центру од 10. до 16. августа.

## Бодови и наградни фонд

### Дистрибуција бодова
| Категорија           | П    | Ф   | ПФ  | ЧФ  | Круг од 16 | Круг од 32 | Круг од 64 | К   | К2  | К1  |
| Мушкарци појединачно | 1000 | 600 | 360 | 180 | 90         | 45         | 10         | 25  | 16  | 0   |
| Мушки парови         | 1000 | 600 | 360 | 180 | 90         | 0          | Н/Д        | Н/Д | Н/Д | Н/Д |
| Жене појединачно     | 900  | 585 | 350 | 190 | 105        | 60         | 1          | 30  | 20  | 1   |
| Жене парови          | 900  | 585 | 350 | 190 | 105        | 5          | Н/Д        | Н/Д | Н/Д | Н/Д |

### Новчане награде
| Категорија           | П         | Ф         | ПФ        | ЧФ       | Круг од 16 | Круг од 32 | Круг од 64 | К2      | К1      |
| Мушкарци појединачно | 685,200 $ | 336,000 $ | 169,100 $ | 85,985 $ | 44,600 $   | 23,540 $   | 12,710 $   | 2,930 $ | 1,490 $ |
| Жене појединачно     | 490,200 $ | 238,200 $ | 119,330 $ | 56,825 $ | 27,375 $   | 14,025 $   | 7,565 $    | 3,075 $ | 1,860 $ |
| Мушки парови         | 212,200 $ | 103,890 $ | 52,110 $  | 26,750 $ | 13,830 $   | 7,290 $    | Н/Д        | Н/Д     | Н/Д     |
| Жене парови          | 140,230 $ | 70,835 $  | 35,070 $  | 17,650 $ | 8,950 $    | 4,420 $    | Н/Д        | Н/Д     | Н/Д     |

## Носиоци
| Држава | Играч              | Позиција1 | Носилац |
| ------ | ------------------ | --------- | ------- |
| СРБ    | Новак Ђоковић      | 1         | 1       |
| УК     | Енди Мари          | 3         | 2       |
| ШВА    | Станислас Вавринка | 4         | 3       |
| ЈАП    | Кеи Нишикори       | 5         | 4       |
| ЧЕХ    | Томаш Бердих       | 6         | 5       |
| ХРВ    | Марин Чилић        | 8         | 6       |
| ШПА    | Рафаел Надал       | 9         | 7       |
| КАН    | Милош Раонић       | 10        | 8       |
| ФРА    | Жил Симон          | 11        | 9       |
| ФРА    | Жо-Вилфрид Цонга   | 12        | 10      |
| ФРА    | Ришар Гаске        | 13        | 11      |
| JAR    | Кевин Андерсон     | 14        | 12      |
| БЕЛ    | Давид Гофен        | 15        | 13      |
| БУГ    | Григор Димитров    | 16        | 14      |
| ФРА    | Гаел Монфис        | 17        | 15      |
| САД    | Џон Изнер          | 18        | 16      |

- 1Рангирање је на основу стања на АТП листи од 3. августа 2015.

### Остали учесници
Следећи играчи су добили вајлд кард позивнице:
- Филип Бестер
- Френк Данчевић
- Филип Пелио
- Вашек Поспишил

Следећи играчи су прошли квалификациони турнир и квалификовали се:
- Хон Чунг
- Александар Долгополов
- Ернестс Гулбис
- Денис Кудла
- Јен-сун Лу
- Доналд Јанг
- Михаил Јужни

### Одустали
Следећи играчи су отказали учешће
- Роџер Федерер (унапред најављено) →замењен са Јежи Јанович
- Давид Ферер (повреда) →замењен са Сергиј Стаховски
- Гиљермо Гарсија Лопез (повреда) →замењен са Жил Милер
- Хуан Монако (повреда) →замењен са Жоао Соуза

## АТП парови - мушки

### Носиоци
| Држава                    | Играч         | Држава                    | Играч             | Позиција1 | Носилац |
| ------------------------- | ------------- | ------------------------- | ----------------- | --------- | ------- |
| Сједињене Америчке Државе | Боб Брајан    | Сједињене Америчке Државе | Мајк Брајан       | 2         | 1       |
| Бразил                    | Марсело Мело  | Хрватска                  | Иван Додиг        | 7         | 2       |
| Румунија                  | Орија Текау   | Холандија                 | Жан-Жилијен Ројер | 15        | 3       |
| Индија                    | Рохан Бопана  | Румунија                  | Флорин Мерђа      | 33        | 4       |
| Србија                    | Ненад Зимоњић | Пољска                    | Марћин Матковски  | 27        | 5       |
| Бразил                    | Бруно Соарес  | Аустрија                  | Александер Пеја   | 30        | 6       |
| Уједињено Краљевство      | Џејми Мари    | Аустралија                | Џон Пирс          | 35        | 7       |
| Француска                 | Пјер-Иг Ербер | Француска                 | Никола Маи        | 43        | 8       |

- 1Рангирање је на основу стања на АТП листи од 3. августа 2015.

### Остали учесници
Следећи играчи су добили позивнице организатора:
- Лејтон Хјуит /  Ник Кириос
- Адил Шамасдин /  Филип Бестер

## ВТА појединачно

### Носиоци
| Држава                    | Играчица            | Позиција1 | Носилац |
| ------------------------- | ------------------- | --------- | ------- |
| Сједињене Америчке Државе | Серена Вилијамс     | 1         | 1       |
| Румунија                  | Симона Халеп        | 3         | 2       |
| Чехословачка              | Петра Квитова       | 4         | 3       |
| Данска                    | Каролина Возњацки   | 5         | 4       |
| Србија                    | Ана Ивановић        | 6         | 5       |
| Пољска                    | Агњешка Радвањска   | 7         | 6       |
| Чехословачка              | Луција Шафаржова    | 8         | 7       |
| Шпанија                   | Гарбиње Мугуруза    | 9         | 8       |
| Шпанија                   | Карла Суарез Наваро | 10        | 9       |
| Чехословачка              | Каролина Плишкова   | 11        | 10      |
| Русија                    | Екатарина Макарова  | 12        | 11      |
| Швајцарска                | Тимеа Бачински      | 13        | 12      |
| Њемачка                   | Анџелик Кербер      | 14        | 13      |
| Сједињене Америчке Државе | Венус Вилијамс      | 15        | 14      |
| Италија                   | Сара Ерани          | 16        | 15      |
| Њемачка                   | Андреа Петковић     | 17        | 16      |

- 1Рангирање је на основу стања на АТП листи од 3. августа 2015.

### Остали учесници
Следећи играчи су добили вајлд кард позивнице:
- Франсоаз Абанда
- Габријела Дабровски
- Симона Халеп
- Керол Жао

Следећи играчи су прошли квалификациони турнир и квалификовали се:
- Мисаки Дој
- Маријана Дуке-Марињо
- Ирина Фалкони
- Олга Говорцова
- Полона Херцог
- Мирјана Лучић-Барони
- Моника Пуиг
- Ана Татишвили
- Лесја Цуренко
- Хедер Вотсон
- Јанина Викмајер
- Карина Витхефт

### Одустали
Следећи играчи су отказали учешће
- Камила Ђорђи (болест) →замењена са Алисон Риск
- Медисон Киз (повреда) →замењена са Карин Кнап
- Светлана Кузњецова (повреда) →замењена са Алисон ван Ојтванк
- Марија Шарапова (повреда) →замењена са Коко Вандевеј

## ВТА парови

### Носиоци
| Држава                    | Играчица            | Држава       | Играчица            | Позиција1 | Носилац |
| ------------------------- | ------------------- | ------------ | ------------------- | --------- | ------- |
| Швајцарска                | Мартина Хингис      | Индија       | Сања Мирза          | 3         | 1       |
| Русија                    | Јекатарина Макарова | Русија       | Јелена Веснина      | 6         | 2       |
| Сједињене Америчке Државе | Бетани Матек Сандс  | Чехословачка | Луција Шафаржова    | 11        | 3       |
| Словенија                 | Катарина Среботник  | Француска    | Каролин Гарсија     | 32        | 4       |
| Аустралија                | Кејси Делаква       | Казахстан    | Јарослава Шведова   | 32        | 5       |
| Италија                   | Сара Ерани          | Италија      | Флавија Пенета      | 38        | 6       |
| Чехословачка              | Андреа Хлавачкова   | Чехословачка | Луција Храдецка     | 39        | 7       |
| Шпанија                   | Гарбиње Мугуруза    | Шпанија      | Карла Суарез Наваро | 40        | 8       |

- 1Рангирање је на основу стања на АТП листи од 3. августа 2015.

### Остали учесници
Следеће играчице су добиле позивнице организатора:
- Франсоаз Абанда /  Хејди ел Табах
- Белинда Бенчич /  Доминика Цибулкова
- Шерон Фичман /  Керол Жао
- Дарија Гаврилова /  Симона Халеп

## Шампиони

### Мушкарци појединачно
- / def. /

### Жене појединачно
- / def. /

### Мушки парови
- / def. /

### Женски парови
- / def. /